# Ah Yeah
Ah Yeah è il secondo EP del girl group sudcoreano EXID, pubblicato nel 2015.

## Tracce
1. Ah Yeah (아예?, AyeLR) – 3:19
2. Thrilling (아슬해?, AseulhaeLR) – 3:32
3. Pat Pat (토닥토닥?, TodaktodakLR) – 3:51
4. With Out U – 3:31
5. 1M – 3:51
6. Up & Down (위아래?, WiaraeLR) – 3:09
7. Every Night (Version 2) (매일 밤?, Maeil BamLR) – 4:14
8. Ah Yeah (Instrumental) – 3:19

## Classifiche
| Classifica (2015) | Posizione massima |
| ----------------- | ----------------- |
| Corea del Sud     | 5                 |